# Thorectes distinctus
Thorectes distinctus là một loài bọ cánh cứng trong họ Geotrupidae. Loài này được miêu tả khoa học năm 1878 bởi Marseul.